# هودر (شاهیوند)
هودر روستایی از توابع بخش شاهیوند شهرستان چگنی در استان لرستان ایران است.

## جمعیت
این روستا در دهستان کشکان شمالی قرار دارد و براساس سرشماری مرکز آمار ایران در سال ۱۳۸۵، جمعیت آن ۲۰۱ نفر (۴۲ خانوار) بوده‌است.